# Neos Marmaras

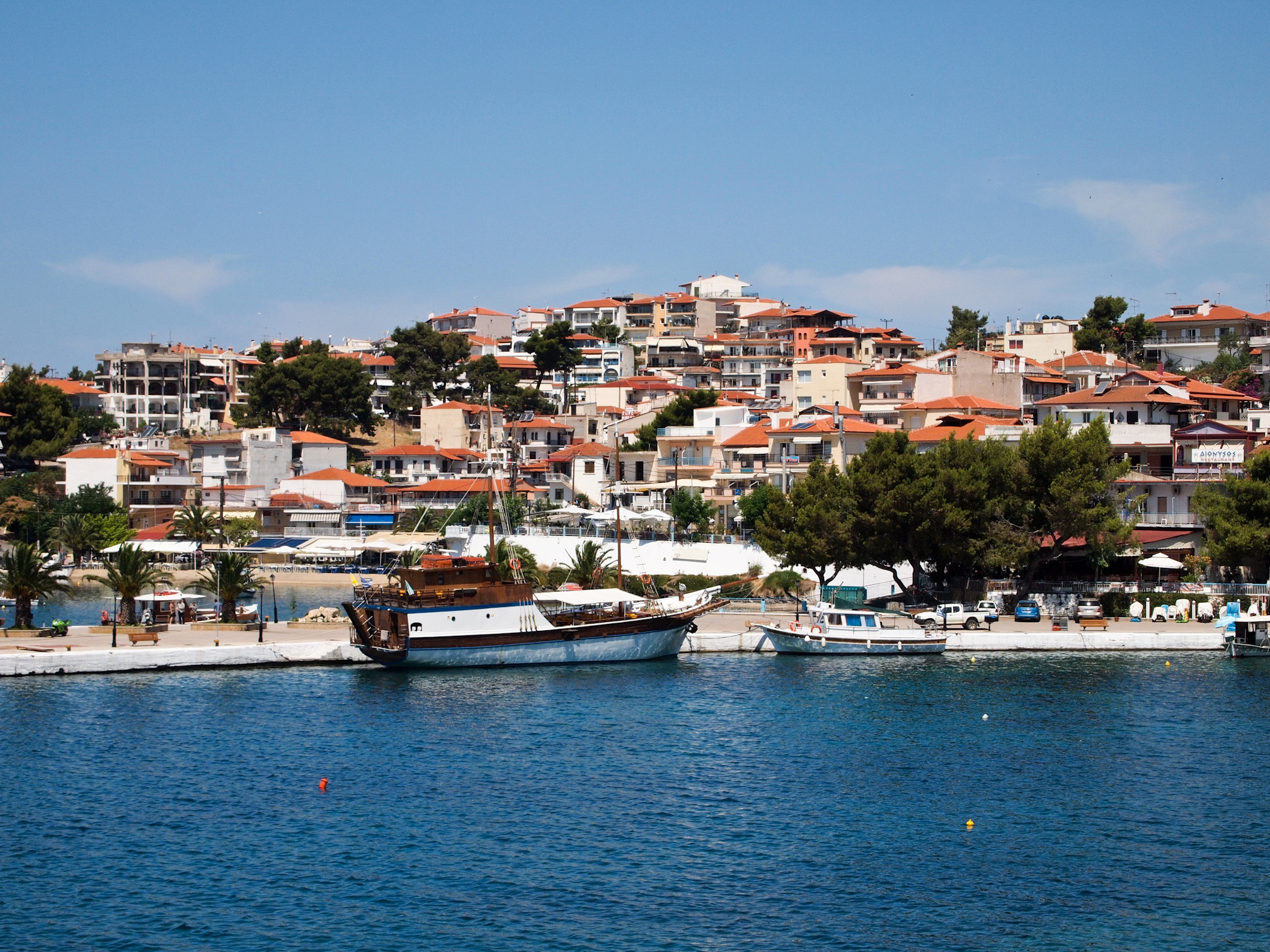
Vista panorámica

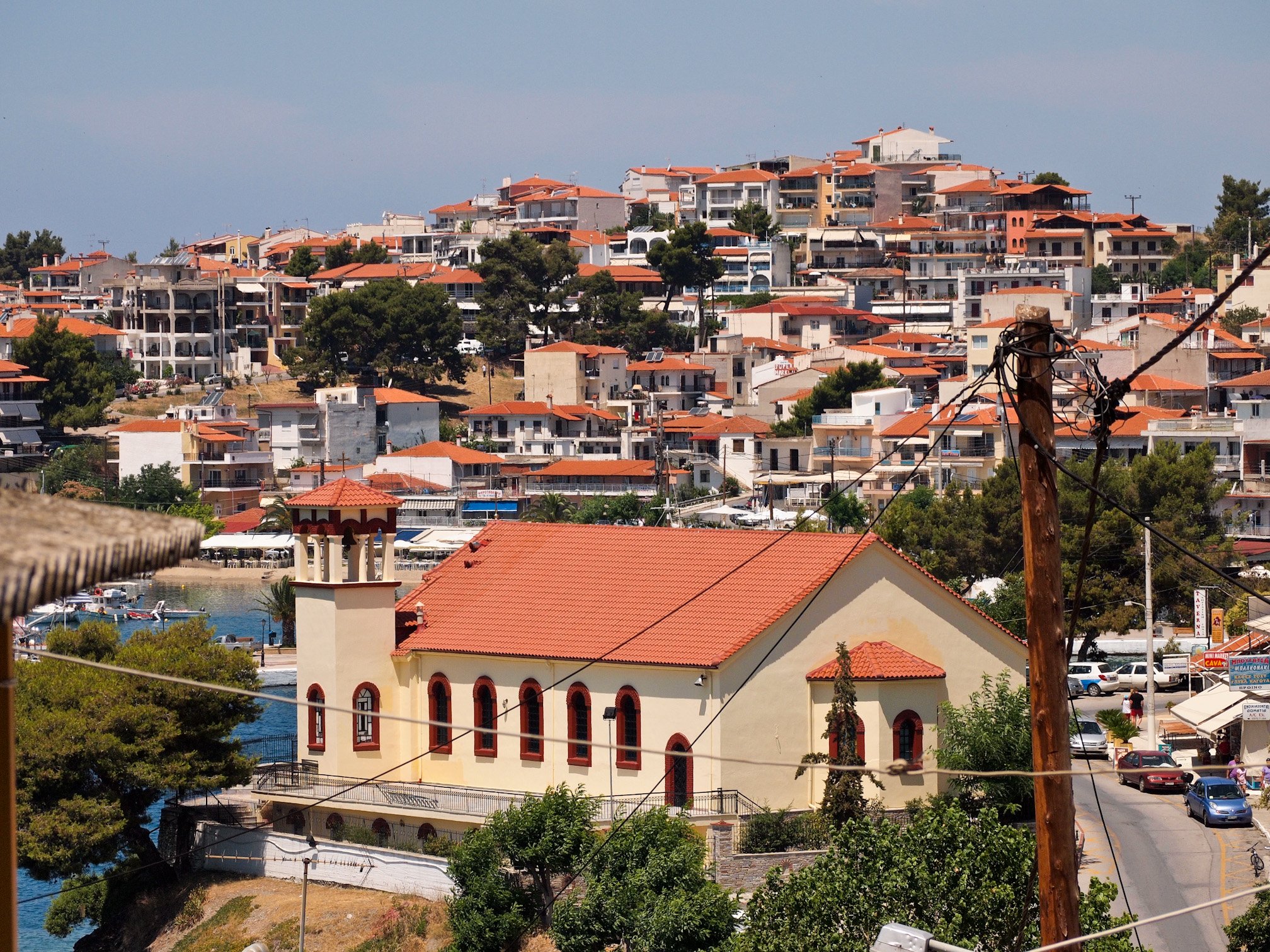
Taxiarches Iglesia

Neos Marmaras  (en griego: Νέος Μαρμαράς, Néos Marmarás, lit. 'Nuevo Marmara') es una pequeña ciudad griega localizada en la península de Sitonia, la pequeña península central de la gran península de Calcídica. En 2011, Neos Marmaras tenía 3352 residentes permanentes; aun así, en el verano la población estacional se ha estimada en 20000 personas.  Las principales industrias son el turismo, la agricultura (aceitunas, vino y miel) y la pesca. Situado en tres colinas de la costa, bajo de dos montañas, Itamos y Tragoudeli (montaña del canto), Neos Marmaras se encuentra a 125 kilómetros de Salónica y 55 kilómetros de Poligyros.
La mayoría de los residentes son originarios de la isla de Mármara, en el mar de Mármara, y de Parthenona, un pequeño pueblo en la montaña, Itamos. Neos Marmaras fue formado por refugiados de la isla Marmara en 1925.

## Porto Carras
Porto Carras es un gran complejo de 5 estrellas a las afueras de Neos Marmaras, uno de los mayores del norte de Grecia. También hay un vino famoso de Porto Carras llamado Domaine Porto Carras.

## Poblamientos
Neos Marmaras tiene varias islas y asentamientos: 
- Paradeisos (Παράδεισος, pronunciado  [paˈraðisos]), un pequeño asentamiento cerca de Neos Marmaras de unas 40 personas, por debajo de Marmaras en una zona baja.
- Agia Kyriaki (Αγία Κυριακή, pronunciado  [aˌʝia ciriaˈci]), un pequeño puerto deportivo y asentamiento pesquero en una pequeña bahía a las afueras de Marmaras con unos 20 residentes estivales.
- Imeri Elia (Ήμερη Ελιά, pronunciado  [ˌimeri eˈʎa]), un pequeño asentamiento cerca de Porto Carras. Algunos molinos más antiguos se encuentran en el río, Potamos Neou Marmara, cerca de Imeri Elia. El área tiene unas 20 residentes estivales.
- playa Azapiko (Αζάπικο, pronunciado  [aˈzapiko]), una famosa playa en las afueras de Marmaras, con solo 5 residentes estivales.
- isla Kelyfos (Κέλυφος, pronunciado  [ˈcelifos]), que significa Isla Escudo en griego, es una isla ubicada a las afueras de la bahía de Neos Marmaras. También se llama isla Tortuga, ya que se dice que la isla parece una tortuga. La isla fue un escondite estratégico durante los antiguos días de Grecia y, en algunos casos, durante la Segunda Guerra Mundial.
- Spalathronisia (Σπαλαθρονήσια, pronunciado  [spalaθroˈnisça]), una isla cerca de la playa de Azapiko, la isla mayor en el lado oeste de la península de Sithonia.

## Clima
El clima es cálido en verano y templado en invierno, debido a su ubicación en terrenos más altos. Los inviernos son más lluviosos que los veranos en Neos Marmaras. Llueve mucho en el pueblo, especialmente en invierno, pero el pueblo ha visto nieve varias veces. Las áreas que rodean a Neos Marmaras, especialmente el pueblo de Parthenonas, han visto nieve casi todos los inviernos. 